# پاول بنتس
پاول بنتس (چکی: Pavel Benc؛ زادهٔ ۱۰ ژوئیهٔ ۱۹۶۳) اسکی‌باز صحرانوردی اهل چکسلواکی بود.